# ناحیه دیرفیلد، ایزابلا، میشیگان
ناحیه دیرفیلد (به انگلیسی: Deerfield Township) یک منطقهٔ مسکونی در ایالات متحده آمریکا است که در شهرستان ایزابلا، میشیگان واقع شده‌است.
 ناحیه دیرفیلد ۹۲٫۹ کیلومتر مربع مساحت و ۳٬۰۸۱ نفر جمعیت دارد و ۲۷۱ متر بالاتر از سطح دریا واقع شده‌است.